# 野宮定基
野宮 定基（ののみや さだもと）は、江戸時代前期から中期にかけての公卿・国学者。内大臣・中院通茂の次男。官位は正三位・権中納言。野宮家3代当主。

## 経歴
延宝5年（1677年）、叔父の野宮定縁の急死に伴い、その養子となって野宮家を継ぐ。漢学に明るく、和歌を始めとする諸学・諸芸にも深く通じていた。高橋宗恒に故実を学び、有職故実に詳しかった。東園基量・平松時方・滋野井公澄と並んで霊元院政期における「有職四天王」として後世に名を残す。
著書に『本朝実記』『平家物語考』『野宮日記』『群記類鑑』『定基歌集』『黄白問答』等がある。『黄白問答』（新野問答）は定基が新井白石の問いに答えたもの。『定基卿記』からは、当時の複雑な公家社会の様子を垣間見ることが出来る。
正徳元年（1711年）薨去。享年43。
元禄13年（1700年）6月24日に正室を26歳の若さで喪ったために後継者がおらず、学術が途絶えることを恐れた定基が家僕として雇った少年・荒川元英に自分の学問を叩き込んだという。この判断が功を奏し、元英は定基没後に後継者に選ばれた野宮定俊及びその息子である定之の有職故実の師として定基の学説を伝えたという。

## 系譜
- 父：中院通茂
- 母：板倉重矩の養女 - 小笠原政信の娘
- 養父：野宮定縁 - 叔父
- 養母：野宮定逸の娘
- 正室：清閑寺熙房の娘
- 生母不明の子女
  - 女子：野宮定俊室
  - 女子：庭田重孝室
  - 女子：幾子 - 柳沢吉保の養女、大久保忠方正室
- 養子
  - 男子：野宮定俊 - 正親町公通の五男